# Adonisea carolinensis
Adonisea carolinensis är en fjärilsart som beskrevs av Barnes och Mcdunnough 1911. Adonisea carolinensis ingår i släktet Adonisea och familjen nattflyn. Inga underarter finns listade i Catalogue of Life.